# Xystridura
Xystridura – rodzaj stawonogów z wymarłej gromady trylobitów, z rzędu Redlichiida. Żył w okresie kambru. Jego skamieniałości znaleziono w Australii.